# Energiearmut (Entwicklungspolitik)
Energie-Armut  wird als ein Begriff für die Knappheit der Energieressourcen zur Erzeugung von Strom, Wärme, Kälte etc. verwendet. Energiearmut bezeichnet vor allem keinen oder nur beschränkten Zugang zu diesen Ressourcen.

## Entwicklungsländer
Der Begriff wird im Zusammenhang mit der Bevölkerung in den Entwicklungsländern angewendet, um das Fehlen der notwendigen Infrastruktur, des Anschlusses an das Übertragungsnetz und den Mangel an Produktionskapazität zu beschreiben.

### Aktueller Status
Energie-Armut ist ein akutes Problem. Laut International Energy Agency (IEA), haben zur Zeit 1,4 Milliarden Menschen keinen Zugang zur elektrischen Energie; 2,7 Milliarden Menschen sind in ihrem Energiebedarf für das Kochen auf traditionelle Biomasse angewiesen – die direkte Verbrennung von Holz, Holzkohle oder getrocknetem Dung. Nach Angaben der World Health Organization, sind die Rauchgase aus unvollständiger Verbrennung die Ursache von 1,4 Millionen Todesfälle pro Jahr, also fast 4000 pro Tag.

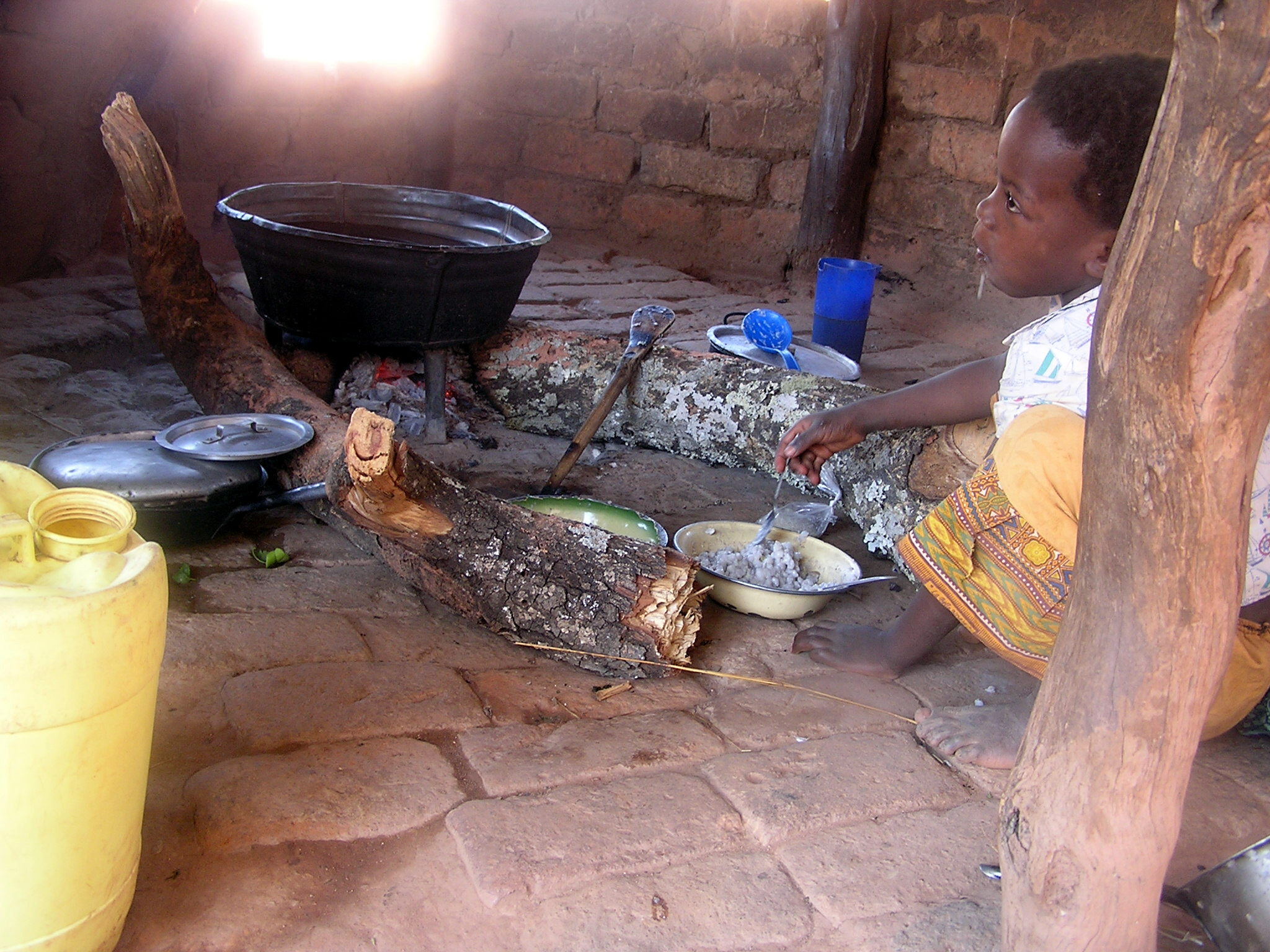
Die traditionelle Küche Sambias

Auf dem Millenniumsgipfel 10, sagte UN-Generalsekretär Ban Ki-moon: „Universeller Zugang zur Energie ist eine wichtige Priorität für die globale Entwicklungsagenda.  Es ist die Grundlage aller Millenniums-Entwicklungszielen.“ Trotzdem spielt das Thema Energie, fokussiert auf die Ärmsten, weder unter den Millenniums-Entwicklungszielen noch im Rahmen des Europäischen Entwicklungsfonds (EDF), aus denen die Entwicklung der Projekte der Europäischen Union finanziert werden, eine besondere Rolle.
Ein sehr erheblicher Teil der Personen ohne Zugang zu Elektrizität, ca. 85 %, lebt in den ländlichen Gebieten der Entwicklungsländer. Energie allein reicht nicht aus, um die Armut zu beseitigen, sie kann aber eine wichtige Rolle in den folgenden Millenniumszielen spielen:
- MDG 1 – Minderung des Hungers in durch gekühlte Lagerung von Lebensmitteln und die Verbesserung des Zugangs zu Trinkwasser durch elektrische Pumpen
- MDG 2 – Verbesserung des Bildungsstandards dank der Beleuchtung und Kommunikationstechnologien
- MDG 3 – Empowerment von Frauen durch die Reduzierung der Arbeit, die für die Besorgung von Treibstoff und Wasser erforderlich ist
- MDGs 4,5 und 6 – Senkung der Kinder- und Müttersterblichkeit sowie Bekämpfung von Infektionen und Seuchen durch die Lagerung von Medikamenten, Impfstoffen und Seren und Zugang zu modernen medizinischen Geräten
- MDG 8 – die Verwendung von ökologisch tragfähiger Technologie für den Zugang zu Strom als Beitrag zur globalen Nachhaltigkeit vom Lebensraum.

### Grundlegende Probleme der Elektrifikation
In Bezug auf Zugang zu Energie ist ein spezifisches Merkmal der meisten Entwicklungsländer der Charakter der Siedlungen. Gering besiedelte Länder in Afrika südlich der Sahara erreichen eine durchschnittliche Dichte von einem Zwanzigstel der durchschnittlichen Weltbevölkerungsdichte. Diese Tatsache bildet einen bedeutenden Faktor des Energie Konzepts. In gering besiedelten Ländern gibt es nur sehr begrenzte Möglichkeiten zum Ausbau einer Energie-Infrastruktur, wie wir sie in den Industrieländern kennen. Hohe Bau- und Wartungskosten der umfangreichen elektrischen Netze mit hohen Übertragungsverlusten (in einigen Ländern südlich der Sahara auch über 30 %) prädisponierten die Mehrheit der gering besiedelten Gebiete in den Entwicklungsländern zu dezentralen Lösungen durch lokale Netzwerke oder energetisch unabhängige Behausungen.